# My Heart Is Refusing Me
My Heart Is Refusing Me – singel Loreen, wydany 27 lutego 2011 w Szwecji. Piosenka została napisana i skomponowana przez Moha Denebi, Björna Djupström i Loreen, a wyprodukowana przez SeventyEight. 8 października 2012 odbyła się premiera międzynarodowa singla w odświeżonej wersji, pochodzący z albumu Heal.
Kompozycja znalazła się na 9. miejscu na szwedzkiej liście sprzedaży. Singel otrzymał certyfikat podwójnej platyny za sprzedaż w nakładzie przekraczającym 80 tysięcy kopii w Szwecji.
Utwór brał udział w preselekcjach do Konkursu Piosenki Eurowizji 2011 – Melodifestivalen 2011. Piosenka ponadto otrzymała nagrodę w kategorii Najlepsza szwedzka piosenka roku na Gaygalan 2012 – uroczystości wręczenia nagród przyznawanych przez czasopismo „QX”, skierowane dla społeczności LGBT.

## Lista utworów
- Digital download[13]

1. „My Heart Is Refusing Me” – 3:42
2. „My Heart Is Refusing Me” (Singback) – 3:42
3. „My Heart Is Refusing Me” (Instrumental) – 3:42

- Digital download[4]

1. „My Heart Is Refusing Me” – 3:42
2. „My Heart Is Refusing Me” (SeventyEight Version) – 3:34

- CD single (Remixes)[14]

1. „My Heart Is Refusing Me” (Radio Edit) – 3:03
2. „My Heart Is Refusing Me” (Instrumental Version) – 3:06
3. „My Heart Is Refusing Me” (Ali Payami Remix) – 4:39
4. „My Heart Is Refusing Me” (PJ Harmony Remix) – 3:13
5. „My Heart Is Refusing Me” (Amarillo & Finer Remix Radio Version) – 3:36
6. „My Heart Is Refusing Me” (Amarillo & Finer Remix Long Version) – 7:19
7. „My Heart Is Refusing Me” (Acoustic Version) – 3:33
8. „My Heart Is Refusing Me” (Electro Acoustic Version) – 3:38
9. „My Heart Is Refusing Me” (Light Acoustic Version) – 4:03
10. „My Heart Is Refusing Me” (Anders Nyman Radio Edit) – 3:27
11. „My Heart Is Refusing Me” (Anders Nyman Remix) – 6:45
12. „My Heart Is Refusing Me” (Lanzier & Lemethy Remix) – 3:21
13. „My Heart Is Refusing Me” (Drop Da Bass Mix) – 4:11

- CD single (Remixes)[15]

1. „My Heart Is Refusing Me” (Benassi Radio Edit) – 3:19
2. „My Heart Is Refusing Me” (Benassi Extended Version) – 5:12
3. „My Heart Is Refusing Me” (Promise Land Remix) – 5:17
4. „My Heart Is Refusing Me” (Disfunktion Remix) – 7:18
5. „My Heart Is Refusing Me” (Sam Skilz Remix) – 6:24
6. „My Heart Is Refusing Me” (Benassi Instrumental Version) – 5:11

## Pozycje na listach
| Kraj              | Lista (2011/2012)      | Najwyższa pozycja | Certyfikat | Sprzedaż |
| ----------------- | ---------------------- | ----------------- | ---------- | -------- |
| Austria           | Ö3 Austria Top 40      | 59                |            |          |
| Belgia (Flandria) | Ultratop 50            | 44                |            |          |
| Hiszpania         | PROMUSICAE             | 41                |            |          |
| Holandia          | MegaCharts             | 46                |            |          |
| Niemcy            | Official German Charts | 41                |            |          |
| Szwajcaria        | Schweizer Hitparade    | 18                |            |          |
| Szwecja           | DigiListan             | 3                 |            |          |
| Szwecja           | Sverigetopplistan      | 9                 | 2× platyna | 80 000+  |